# Raleigh Studios
Raleigh Studios est à la fois une société américaine gérant plusieurs lieux de tournages dans le monde et le studio historique basé à Hollywood. Il est le plus gros opérateurs de gestion de studios indépendants américains avec sept sites dont deux à l'étranger. Raleigh était en négociation avec les pouvoirs publics français pour ouvrir un site à Toulouse puis à Pamiers, avant que les deux projets ne soient finalement annulés.
Le studio initial situé sur Melrose Avenue a porté de nombreux noms au travers de son existence : The Clune Studios, Douglas Fairbanks Studios, Tec Art, Prudential, Entreprises, California Studios (en 1951), The Producer's Studio (1961-1979). 

## Historique

### 1914 à 1979: Studio à louer d'Hollywood
En 1914, Adolph Zukor achète une ferme au 5500 Melrose Avenue pour tourner un film avec Mary Pickford et sa société la Famous Players Film Company créée en 1912. Il fonde ensuite en 1915 un studios nommé Famous Players Fiction Studios et affilié à la Famous Players Film Company, société qui devient en 1916 la Paramount Pictures. Il est situé au 5300 Melrose Avenue, juste en face de ce qui est devenu en 1925 l'immense studio de Paramount Pictures. Il est parfois domicilié au 650 North Bronson Avenue. Dès 1915, le propriétaire de cinéma William Clune achète le terrain et propose le studio à la location.
Bien qu'étant en pleine ère du cinéma muet, les studios ont l'idée de créer les premiers studios de doublage entouré de plexiglas pour empêcher des bruits extérieurs de gêner les enregistrements. Ce type d'innovation caractérise l'identité de l'entreprise. À la différence des autres studios, il n'est pas devenu un nom important du cinéma et s'est contenté de louer des plateaux de tournages aux autres.
En 1926, le studio construit son cinquième plateau, le Stage 5, qui serait hanté depuis l'année 1965 à la suite de la mort d'un électricien tombés des cintres. Le studio change de nom plusieurs fois au cours des années, dont The Clune Studios et California Studio.
En 1934, B. P. Schulberg alors chef de production chez Paramount est évincé et grâce à Zukor, il obtient un poste de producteur indépendant dans ce qui deviendra Raleigh Studios. 
De nombreuses productions sont totalement ou en partie tournées dans les plateaux de Melrose Avenue dont, selon Paul Zollo: Une étoile est née (1937), Le Signe de Zorro (1940), Les Plus Belles Années de notre vie (1946), Les Trois Mousquetaires (1948), Qu'est-il arrivé à Baby Jane ? (1962), Dans la chaleur de la nuit (1967).
Dans les années 1950 et 1960, le studio se convertit à la télévision et se rebaptise The Producer's Studio en 1961. Plusieurs séries y sont tournées comme Gunsmoke, Les Aventures de Superman ou Les Aventuriers du Far West mais aussi Have Gun - Will Travel et Space Patrol.

### 1979 à 1998: Raleigh Hollywood
En 1979, le site prend le nom de Raleigh, après le rachat des studios par Raleigh Entreprise et rénove ses locaux tout en se tournant vers la production télévisuelle,. La société Raleigh devient alors une entité indépendante des grands studios louant les 9 plateaux à sa disposition.
En juillet 1998, Raleigh signe un contrat pour la gestion d'un studio à Manhattan Beach, Californie, les Manhattan Beach Studios. Ils ont été construits et financés par Roy E. Disney au travers de son fonds privé Shamrock Holdings.
Un magazine spécialisé dans les croisières note que des intérieurs de paquebot pour le film Speed 2 : Cap sur le danger (1997) ont été tournés dans les Raleigh Studios Hollywood.

### Depuis 1999: groupe de gestion de studios
En 2007, la société regroupe 12 plateaux à Hollywood, 14 à Manhattan Beach, la gestion de ceux de Playa Vista
. Le fil directeur de la société reste le même, fournir aux équipes de tournage les moyens de réaliser leurs films.
En 2009, Raleigh obtient la gestion des Michigan Motion Picture Studios à Pontiac dans le Michigan,. Le site comprend 7 plateaux.
En 2012, à la suite d'un défaut de paiement sur les bonds en actions à hauteur de 18 millions d'USD, Raleigh se désengage des studios de Pontiac,.

## Lieux de tournage
- États-Unis
  - Raleigh Studios sur Melrose Avenue, siège de la société
  - gestion des Manhattan Beach Studios à Manhattan Beach, Californie
  - gestion des studios Playa Vista à Playa Vista en Californie.
  - gestion des studios de Baton Rouge à Bâton-Rouge en Louisiane.
  - gestion des studios d'Atlanta à Atlanta en Géorgie.
  - gestion des studios de Pontiac dans le Michigan (2009 à 2012[11],[12])
- Europe
  - gestion des studios de Budapest à Budapest en Hongrie.
  - le projet de studio à Toulouse dans l'ancienne base aérienne 101 Toulouse-Francazal a été abandonné, de même qu'à Pamiers en Ariège, sur des terrains proposés zone de Gabriélat.
- Asie
  - gestion des studios de Wuxi à Wuxi en Chine.